# Gråryggig fältmätare
Gråryggig fältmätare (Ecliptopera silaceata) är en fjärilsart som beskrevs av Ignaz Schiffermüller 1775. Gråryggig fältmätare ingår i släktet Ecliptopera och familjen mätare. Arten är reproducerande i Sverige. Inga underarter finns listade i Catalogue of Life.

## Bildgalleri

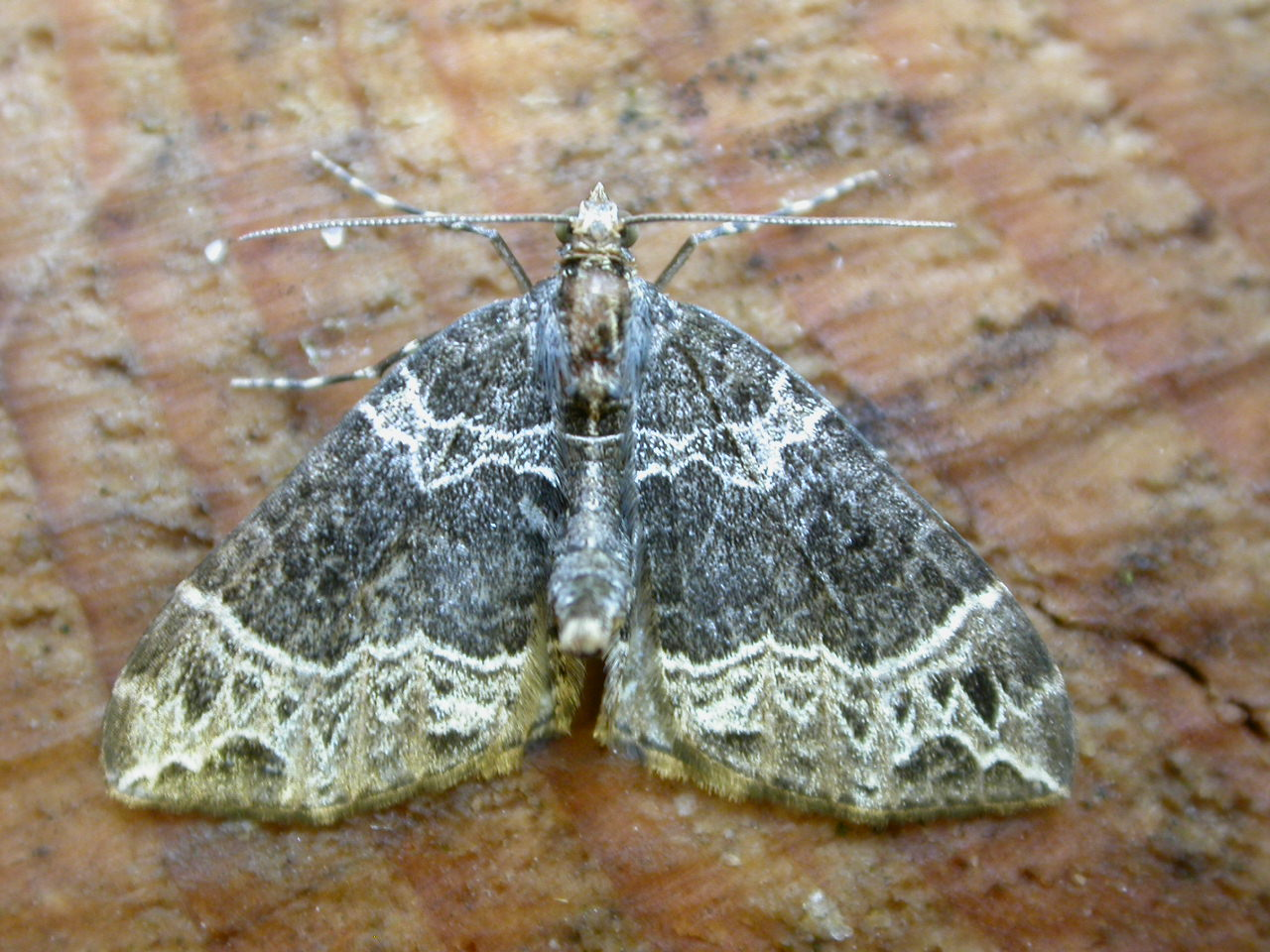